# لرتا کینگ هدلر
لرتا کینگ هدلر (انگلیسی: Loretta King Hadler؛ ۲۰ اوت ۱۹۱۷ – ۱۰ سپتامبر ۲۰۰۷) یک هنرپیشه اهل ایالات متحده آمریکا بود.
از دلایل شهرت او دورهٔ کوتاه بازیگری و نیز روابطش با کارگردان آمریکایی «اد وود» بود.
از فیلم‌ها یا برنامه‌های تلویزیونی که وی در آن نقش داشته است می‌توان به عروس هیولا اشاره کرد.